# Pole Services
- ARTA Engineering est une équipe professionnelle de sport automobile (engagée depuis ses débuts en Formula Renault 2.0), basée à Teloché à côté du Mans (Sarthe, France).
- Elle est née du rachat de l'équipe Pole Services, créée en 1998 par Pierre Derode (ex pilote dans les années 1990).
- C'est la plus ancienne équipe du Championnat de France de Formule Renault.
- Arnaud TANGUY, l'ingénieur de l'équipe, en est le propriétaire et team manager.

## Palmarès 2010 (MEC FR2.0: Middle European Championship)
Vice-Champion Pilote (Bastien BORGET), Champion Equipe
- 3 victoires,
- 5 records du tour,
- 6 pole positions,
- 9 podiums,
- 10 premières lignes,

## Pilotes 2010
- 2010:  Bastien BORGET,  Amir MESNY,  Yann ZIMMER,  Alexandre COUGNAUD,  Julien DESCHAMPS,

## Palmarès Pole Services (1998-2009)
- 3e du championnat de France FFSA 2008 pilotes avec Antony TARDIEU.
- 4e du championnat de France FFSA 2006 pilotes avec Johan CHARPILIENNE.
- 4e du championnat Equipe 2006 et 2008.
- Champion de France Rookie FFSA 2002 avec Guillaume MOREAU.

## Pilotes Pole Services (1998-2009)
- 2009:  Benjamin Lariche,  Arno Santamato,  Bastien Borget
- 2008:  Antony Tardieu,  Benjamin Lariche,  Maxime Jousse
- 2007:  Mathieu Arzeno,  Pierre Combot,  Nicolas Marroc,  Kevin Van Heek,  Alexander Sims,  Stéphane Panepinto
- 2006:  Johan Charpilienne,  Thomas Accary,  Guilhem Verdier,  Benjamin Rouget,  Christophe Lefranc
- 2005:  Adrien Paviot,  Thomas Accary,  Stéphanie Tesson
- 2004:  Christophe Lefranc,  Romain Yvon,  Adeline Sangnier,  Homero Richardson,  Manu Piget
- 2003:  David Laisis,  Karim Ajlani,  Florent Tafani,  Manu Piget,  Maxime Millet
- 2002:  David Laisis,  Guillaume Moreau,  Yann Clairay
- 2001:  Romuald Batard,  Remy Mothre,  Sébastien Dussolier
- 2000:  Jean-René de Fournoux,  Nixu Plummer,  Sylvie Valentin
- 1999:  Jean-René de Fournoux,  Stéphane Wenger
- 1998:  Philippe Bénoliel